# Grand Prix du Departement des Alpes-Maritimes
Grand Prix du Departement des Alpes-Maritimes är ett travlopp för 4 till 10-åriga varmblod hingstar och Valacker samt Ston som körs på Hippodrome de la Côte d'Azur utanför Cagnes-sur-Mer i Frankrike varje år. Det går av stapeln i slutet av augusti. Det är ett Grupp 2-lopp, det vill säga ett lopp av näst högsta internationella klass. Loppet körs över sprinterdistansen 1609 meter med autostart. Den samlade prissumman i loppet är 180 000 euro, varav 81 000 euro till vinnaren.
I 2011 års upplaga sprang den svenske hästen Commander Crowe 1'08"9 över sprinterdistansen detta var också första gången en häst i Europa att sprina under 1'09"0 detta rekordet putsades ner av hästen Vivid Wise As i 2019 års upplaga till 1'08"6.
Loppet har sedan 2011 körts över 1609 meter innan det har distansen varierat under åren mellan 2100 meter till 2925 meter.

## Vinnare
| År   | Häst               | Land      | Efter              | Kusk                  | Distans | Tid    |
| ---- | ------------------ | --------- | ------------------ | --------------------- | ------- | ------ |
| 2024 | Émeraude de Bais   | Frankrike | Repeat Love        | Franck Nivard         | 1 609 m | 1'10"0 |
| 2023 | Capital Mail       | Italien   | Nad El Sheba       | Gabriele Gelormini    | 1 609 m | 1'09"5 |
| 2022 | Vivid Wise As      | Italien   | Yankee Glide       | Matthieu Abrivard     | 1 609 m | 1'09"1 |
| 2021 | Vivid Wise As      | Italien   | Yankee Glide       | Matthieu Abrivard     | 1 609 m | 1'09"5 |
| 2020 | Vivid Wise As      | Italien   | Yankee Glide       | Alessandro Gocciadoro | 1 609 m | 1'09"8 |
| 2019 | Vivid Wise As      | Italien   | Yankee Glide       | Alessandro Gocciadoro | 1 609 m | 1'08"6 |
| 2018 | Un Mec d'Héripré   | Frankrike | Orlando Vici       | Franck Ouvrie         | 1 609 m | 1'10"8 |
| 2017 | Timoko             | Frankrike | Imoko              | Björn Goop            | 1 609 m | 1'09"1 |
| 2016 | Un Mec d'Héripré   | Frankrike | Orlando Vici       | Jean-Michel Bazire    | 1 609 m | 1'09"8 |
| 2015 | Going for Gold Zaz | Sverige   | Scarlet Knight     | Dominik Locqueneux    | 1 609 m | 1'09"7 |
| 2014 | Timoko             | Frankrike | Imoko              | Björn Goop            | 1 609 m | 1'09"9 |
| 2013 | Timoko             | Frankrike | Imoko              | Jos Verbeeck          | 1 609 m | 1'12"0 |
| 2012 | Commander Crowe    | Sverige   | Juliano Star       | Christophe Martens    | 1 609 m | 1'10"2 |
| 2011 | Commander Crowe    | Sverige   | Juliano Star       | Christophe Martens    | 1 609 m | 1'08"9 |
| 2010 | Quilien d'Isques   | Frankrike | Isléro de Bellouet | Jean-Michel Bazire    | 2 925 m | 1'13"5 |
| 2009 | Ilaria Jet         | Italien   | Pine Chip          | Christophe Martens    | 2 100 m | 1'12"6 |
| 2008 | L'Amiral Mauzun    | Frankrike | Bon Conseil        | Jean-Michel Bazire    | 2 100 m | 1'12"4 |
| 2007 | Meaulnes du Corta  | Frankrike | Voici du Niel      | Pierre Levesque       | 2 100 m | 1'12"1 |
| 2006 | Mara Bourbon       | Frankrike | And Arifant        | Erik Adielsson        | 2 100 m | 1'11"8 |
| 2005 | Joyau d'Amour      | Frankrike | Viking's Way       | Jos Verbeeck          | 2 100 m | 1'11"6 |
| 2004 | Général du Lupin   | Frankrike | Lutin d'Isigny     | Jean-Michel Bazire    | 2 100 m | 1'13"1 |
| 2003 | Revenue            | Sverige   | Rêve d'Udon        | Lutfi Kolgjini        | 2 100 m | 1'13"7 |
| 2002 | Gribi de Carless   | Frankrike | Turquetil          | Philippe Mortagne     | 2 850 m | 1'15"9 |
| 2001 | Futé de Rozoy      | Frankrike | Triomphe de Rozoy  | Roland Jaffrelot      | 2 200 m | 1'15"3 |
| 2000 | Eli Cal            | Sverige   | Meadow Galant      | Jos Verbeeck          | 2 200 m | 1'14"7 |
| 1999 | Dollar de Meslay   | Frankrike | Sancho Pança       | Roland Jaffrelot      | 2 200 m | 1'14"7 |
| 1998 | Baron Godiva       | Sverige   | Idéal du Gazeau    | Anders Lindqvist      | 2 200 m | 1'16"0 |